# Amoea molinai
Amoea molinai är en insektsart som först beskrevs av Navás 1909.  Amoea molinai ingår i släktet Amoea och familjen fjärilsländor. Inga underarter finns listade i Catalogue of Life.